# Uwa Elderson Echiéjilé
Uwa Elderson Echiéjilé (ur. 20 stycznia 1988 w Beninie) – nigeryjski piłkarz, który występował na pozycji lewego obrońcy. W latach 2009-2018 reprezentant Nigerii. Zwycięzca Pucharu Narodów Afryki w 2013 roku. Uczestnik Mistrzostw Świata w 2010 i 2018 roku.
W swojej karierze występował w takich klubach jak m.in. AS Monaco, SC Braga czy Stade Rennais.

## Życiorys

### Kariera klubowa
Karierę piłkarską Echiéjilé rozpoczął w szkole piłkarskiej o nazwie Pepsi Football Academy. Następnie został wypatrzony przez skautów klubu Wikki Tourists i w 2001 trafił do tego klubu. Jego zawodnikiem był do 2004 i w tamtym roku zadebiutował w pierwszej lidze nigeryjskiej. W połowie 2004 odszedł do Bendel Insurance FC. W Bendel Insurance grał do grudnia 2007.
W grudniu 2007 Echiéjilé został piłkarzem francuskiego Stade Rennes, a 23 grudnia zadebiutował w Ligue 1 w zremisowanym 0:0 wyjazdowym meczu z Toulouse FC. W sezonie 2007/2008 rozegrał 4 spotkania w Ligue 1 i grał także w rezerwach Rennes. Z kolei w sezonie 2008/2009 wystąpił w 15 spotkaniach ligowych.
Latem 2010 przeniósł się do ówczesnego wicemistrza Portugalii SC Braga.
17 stycznia 2014 przeniósł się do Ligue 1, zasilając skład bogatego beniaminka AS Monaco. Z monakijskim klubem podpisał 4,5 letni kontrakt, a kwota transferu wyniosła ok. 1,5 mln euro. W 2016 wypożyczono go do Standardu Liège. W następnych latach wypożyczany był do klubów: Sporting Gijón, Sivasspor i Cercle Brugge.
9 marca 2019 podpisał kontrakt z fińskim klubem Helsingin Jalkapalloklubi, umowa do 31 grudnia 2019.
28 czerwca 2019 roku zakończył piłkarską karierę.
| Sezon   | Klub                | Kraj       | Rozgrywki             | Mecze | Bramki | Puchary Krajowe                        | Mecze | Bramki | Rozgrywki Europy                    | Mecze | Bramki |
| ------- | ------------------- | ---------- | --------------------- | ----- | ------ | -------------------------------------- | ----- | ------ | ----------------------------------- | ----- | ------ |
| 2004    | Wikki Tourists      | Nigeria    | Premier League        | 19    | 1      | -                                      | -     | -      | -                                   | -     | -      |
| 2004    | Bendel Insurance FC | Nigeria    | Premier League        | 5     | 0      | -                                      | -     | -      | -                                   | -     | -      |
| 2005    | Bendel Insurance FC | Nigeria    | Premier League        | 9     | 0      | -                                      | -     | -      | -                                   | -     | -      |
| 2006    | Bendel Insurance FC | Nigeria    | Premier League        | 21    | 0      | -                                      | -     | -      | -                                   | -     | -      |
| 2007/08 | Bendel Insurance FC | Nigeria    | Premier League        | ?     | ?      | -                                      | -     | -      | -                                   | -     | -      |
| 2007/08 | Stade Rennes        | Francja    | Ligue 1               | 4     | 0      | -                                      | -     | -      | -                                   | -     | -      |
| 2008/09 | Stade Rennes        | Francja    | Ligue 1               | 15    | 0      | -                                      | -     | -      | Liga Europy UEFA                    | 2     | 0      |
| 2009/10 | Stade Rennes        | Francja    | Ligue 1               | 0     | 0      | Puchar Ligi Francuskiej                | 1     | 0      | -                                   | -     | -      |
| 2010/11 | SC Braga            | Portugalia | Primeira Liga         | 20    | 0      | Taça da Liga                           | 2     | 0      | Liga Mistrzów UEFA Liga Europy UEFA | 7 1   | 1 0    |
| 2011/12 | SC Braga            | Portugalia | Primeira Liga         | 26    | 4      | Taça da Liga                           | 5     | 0      | Liga Europy UEFA                    | 9     | 2      |
| 2012/13 | SC Braga            | Portugalia | Primeira Liga         | 18    | 1      | Taça da Liga                           | 3     | 0      | Liga Mistrzów UEFA                  | 3     | 0      |
| 2013/14 | SC Braga            | Portugalia | Primeira Liga         | 9     | 0      | Taça da Liga                           | 2     | 0      | -                                   | -     | -      |
| 2013/14 | AS Monaco           | Francja    | Ligue 1               | 5     | 0      | Puchar Francji                         | 2     | 0      | –                                   | –     | –      |
| 2014/15 | AS Monaco           | Francja    | Ligue 1               | 7     | 1      | Puchar Francji Puchar Ligi Francuskiej | 4 1   | 0 0    | Liga Mistrzów UEFA                  | 1     | 0      |
| 2015/16 | AS Monaco           | Francja    | Ligue 1               | 20    | 0      | Puchar Ligi Francuskiej                | 1     | 0      | Liga Mistrzów UEFA Liga Europy UEFA | 4 2   | 0 1    |
| 2016/17 | Standard Liège      | Belgia     | Eerste klasse         | 6     | 0      | Puchar Belgii                          | 1     | 0      | Liga Europy UEFA                    | 3     | 0      |
| 2016/17 | Sporting Gijón      | Hiszpania  | Primera División      | 2     | 0      | –                                      | –     | –      | –                                   | –     | –      |
| 2017/18 | Sivasspor           | Turcja     | Süper Lig             | 7     | 0      | Puchar Turcji                          | 3     | 0      | –                                   | –     | –      |
| 2017/18 | Cercle Brugge       | Belgia     | Challenger Pro League | 2     | 0      | –                                      | –     | –      | –                                   | –     | –      |
| 2018/19 | HJK                 | Finlandia  | Veikkausliiga         | 5     | 2      | –                                      | –     | –      | –                                   | –     |        |

Stan na 8 grudnia 2023

### Kariera reprezentacyjna
W 2007 Echiéjilé wystąpił wraz z reprezentacją Nigerii U-20 na Mistrzostwach Świata U-20 w Kanadzie. Na tym turnieju wystąpił w 5 meczach i zdobył 1 gola, w 1/8 finału z Zambią (2:1).
W dorosłej reprezentacji Nigerii Echiéjilé zadebiutował 2 czerwca 2009 w wygranym 1:0 towarzyskim spotkaniu z Francją. W 2009 roku wywalczył z Nigerią awans do Mistrzostw Świata w RPA, a w 2010 został powołany do kadry na Puchar Narodów Afryki 2010. Rozegrał na nim cztery mecze. Ostatni rozegrany odbył się przeciwko Ghanie i zakończył się wynikiem 0:1 na korzyść Ghany.
Został powołany na Mistrzostwa Świata 2010 w RPA, rozegrał na nim dwa mecze w grupie. Pierwszy mecz na mundialu odbył się przeciwko Argentynie, mecz zakończył się wynikiem 0:1 na korzyść Argentyńczyków. Jednak Elderson w nim nie zadebiutował. Drugi mecz w fazie grupowej miał miejsce przeciwko reprezentacji Grecji. Echiéjilé zadebiutował i na murawie spędził 22 minuty. Po Nigeryjczycy stracili możliwość wyjścia z grupy. Mecz zakończył się wynikiem 1:2 na korzyść Grecji. Ostatnie spotkanie grupowe odbyło się przeciwko reprezentacji Korei Południowej. Echiéjilé spędził na nim 45 minut meczu, który zakończył się dwubramkowym remisem.
W 2013 roku wspólnie z reprezentacją zwyciężył Puchar Narodów Afryki. Na turnieju wystąpił w każdym możliwym spotkaniu i zdobył jedną bramkę w meczu z reprezentacją Mali w półfinale. Finał odbył się przeciwko reprezentacji Burkina Faso i zakończył się wynikiem 1:0.
Przez swój uraz uda musiał pauzować na Mistrzostwach Świata w 2014 roku w Brazylii.
Został powołany na Mistrzostwa Świata w 2018 roku, jednak nie rozegrał żadnego meczu. Po mundialu zakończył reprezentacyjną karierę.
Łącznie wystąpił w 59 meczach reprezentacyjnych.

## Sukcesy

### SC Braga
- Puchar Ligi Portugalskiej: 2012/13
- Uczestnik Ligi Mistrzów: 2010/11, 2011/12
- Finalista Ligi Europejskiej: 2010/11
- Uczestnik Ligi Europejskiej: 2010/11, 2011/12

### Reprezentacja Nigerii
- Mistrz Afryki: 2013
- Uczestnik Mistrzostw Świata: 2010, 2018